# Бранч (Луїзіана)
Бранч (англ. Branch) — переписна місцевість (CDP) в США, в окрузі Акадія штату Луїзіана. Населення — 431 особа (2020).

## Географія
Бранч розташований за координатами 30°20′24″ пн. ш. 92°17′8″ зх. д. / 30.34000° пн. ш. 92.28556° зх. д. (30.340087, -92.285589).  За даними Бюро перепису населення США в 2010 році переписна місцевість мала площу 19,11 км², з яких 19,05 км² — суходіл та 0,06 км² — водойми.

## Демографія
Згідно з переписом 2010 року, у переписній місцевості мешкало 388 осіб у 141 домогосподарстві у складі 108 родин. Густота населення становила 20 осіб/км².  Було 153 помешкання (8/км²).
Расовий склад населення:
| - 81,2 % — білих - 16,5 % — чорних або афроамериканців - 0,5 % — азіатів - 0,3 % — корінних американців |

До двох чи більше рас належало 1,5 %. Частка іспаномовних становила 2,3 % від усіх жителів.
За віковим діапазоном населення розподілялося таким чином: 30,4 % — особи молодші 18 років, 56,5 % — особи у віці 18—64 років, 13,1 % — особи у віці 65 років та старші. Медіана віку мешканця становила 33,8 року. На 100 осіб жіночої статі у переписній місцевості припадало 105,3 чоловіків;  на 100 жінок у віці від 18 років та старших — 87,5 чоловіків також старших 18 років.
Цивільне працевлаштоване населення становило 182 особи. Основні галузі зайнятості: сільське господарство, лісництво, риболовля — 46,7 %, освіта, охорона здоров'я та соціальна допомога — 25,3 %, науковці, спеціалісти, менеджери — 14,8 %, виробництво — 13,2 %.